# Futbol'nyj Klub Lokomotyv Kyїv
La Futbol'nyj Klub Lokomotyv Kyїv (in ucraino футбольний клуб Локомотив Київ?), meglio conosciuta come Lokomotiv Kiev, è una società calcistica ucraina con sede nella capitale Kiev. Milita in Druha Liha e gioca le partite casalinghe al Lokomotyv Stadium.

## Storia
La società fu fondata nel 1919 con il nome di ŽelDor, diminutivo di Železnye Dorogi (in russo железные дороги?) che significa ferrovie. Nel 1936 il club cambiò denominazione in Lokomotiv ed entrò a far parte del campionato sovietico, iscrivendosi alla Gruppa V, terzo livello. Dopo essere stato retrocesso in Gruppa G per l'edizione autunnale 1936, nel 1937 tornò in Gruppa V. Concluse al secondo posto il campionato di Gruppa V e venne ammesso all'edizione 1938 del campionato di Gruppa A, la massima serie del campionato sovietico. Il campionato si componeva di ben 26 squadre e la Lokomotiv Kiev concluse il torneo al diciassettesimo posto, venendo così retrocesso in Gruppa B. Nelle due stagioni successive il club rimase in seconda serie, ottenendo un undicesimo e un settimo posto finale, rispettivamente nella stagione 1939 e 1940. In quest'ultima stagione il club partecipò col nome di Lokomotiv Juga.
Nel 1941 le attività sportive vennero interrotte a causa degli sviluppi della seconda guerra mondiale. Molti dei calciatori del club vennero mobilitati e perirono sulle linee del fronte. Il 19 settembre 1941 Kiev venne occupata dalla Germania nazista e rimase occupata per i successivi due anni. In questo contesto ebbe luogo il 7 giugno 1941 la cosiddetta partita della morte, disputata tra ufficiali tedeschi e giocatori ucraini. Della squadra ucraina, chiamata Start FC, facevano parte per lo più calciatori della Dinamo Kiev ai quali si unirono tre calciatori della Lokomotiv Kiev: Vladimir Balakin, Vasilij Sucharev e Michail Mel'nik.
Terminata la guerra, il club tornò alla denominazione Lokomotiv Kiev e nel 1947 partecipò al campionato ucraino, concludendo al terzo posto nel girone finale. Subito dopo il club venne sciolto e si dedicò ai campionati locale e giovanili. Negli anni più recenti alle giovanili del club è emerso Oleksandr Jakovenko, che ha avuto una discreta carriera internazionale e che ha fatto parte di tutti i livelli giovanili della nazionale ucraina.
A partire dal 2021, la squadra ha giocato nel campionato regionale di Kiev. Nel 2023, ottiene lo status di club professionistico e viene ammesso alla Druha Liha.

## Statistiche

### Partecipazione ai campionati

#### Unione Sovietica
| Livello | Categoria | Partecipazioni | Debutto        | Ultima stagione | Totale |
| ------- | --------- | -------------- | -------------- | --------------- | ------ |
| 1º      | Gruppa A  | 1              | 1938           | 1938            | 1      |
| 2º      | Gruppa B  | 2              | 1939           | 1940            | 2      |
| 3º      | Gruppa V  | 2              | 1936 primavera | 1937            | 2      |
| 4º      | Gruppa G  | 1              | 1936 autunno   | 1936 autunno    | 1      |